# Sede titolare di Iria Flavia
Iria Flavia (in latino: Iriensis) è una sede titolare della Chiesa cattolica.

## Storia
Iria Flavia, che corrisponde all'attuale città di Padrón, fu sede di un'antica diocesi, fino al trasferimento della sede a Santiago di Compostela il 5 dicembre 1095.
Dal 1969 Iria Flavia è annoverata tra le sedi vescovili titolari della Chiesa cattolica; dal 16 febbraio 1970 il vescovo titolare è Ernst Franz Gerd Werner Dicke, già vescovo ausiliare di Aquisgrana.

## Cronotassi dei vescovi titolari
- Ernst Franz Gerd Werner Dicke, dal 16 febbraio 1970